# Womannequin
Albums de Natalia Cappuccini
Verbal Issues
(Inédit) Perfectionist
(2011)
Womannequin est le premier extended play de l'auteur-compositrice-interprète britannique Natalia Cappuccini, mieux connue aujourd'hui sous le nom de Natalia Kills. Il sort en 2007 sous sa version « démo » sur la page MySpace de l'artiste, à disposition des internautes en écoute libre et gratuite puis de façon officielle pendant l’année 2008 en téléchargement numérique sur certaines plateformes. Il contient cinq chansons et a entièrement été écrit et produit par la chanteuse alors qu’elle était encore en train de composer des titres pour le cinéma,. L'unique single qui est extrait de cet album est la piste Real Woman, disposant également d'un vidéo-clip. Cet album attirera l'attention du blogueur américain Perez Hilton qui a parlé de Natalia sur son blog. À partir de cet instant, ses chansons ont été écoutées plus de 2 millions de fois, la conduisant à la première place du classement des artistes MySpace indépendants les plus connus. Grâce à cet impact, des offres pour des concerts et des festivals ont été proposées à Natalia qui a dû déménager à Los Angeles  où elle a commencé à être approchée par des producteurs, A&R et maisons de disques avec des contrats ainsi que par le DJ et producteur will.i.am, dont l'attention a aussi été attirée par Wommanquin, afin de démarrer une véritable carrière.

## Liste des pistes
| No | Titre              | Auteur             | Producteur(s) | Durée |
| -- | ------------------ | ------------------ | ------------- | ----- |
| 1. | Real Woman         | Natalia Cappuccini | Cappuccini    | 4:10  |
| 2. | Numerology         | Natalia Cappuccini | Cappuccini    | 3:07  |
| 3. | Body Body Language | Natalia Cappuccini | Cappuccini    | 4:09  |
| 4. | Chivalry Is Dead   | Natalia Cappuccini | Cappuccini    | 4:16  |
| 5. | Plain Jane         | Natalia Cappuccini | Cappuccini    | 4:21  |